# Gal Costa
Gal Costa, teljes nevén Maria da Graça Costa Penna Burgos (Salvador da Bahia, 1945. szeptember 26. – São Paulo, 2022. november 9.) brazil popénekesnő.

1969

## Pályakép
Pályafutása 1965-ben kezdődött egy kislemez kiadásával még a születési nevén. Hamarosan a Gal Costa művésznevet választotta. A nővére, Maria Bethânia művészi tevékenységével is elkezdett foglalkozni.
1963-ban Caetano Velosoval és a nővérével dolgozott. Bemutatták őket Gilberto Gilnek és Tom Zének. Együtt mentek São Pauloba beindítandó karrierjüket.
Mindeközben társadalmi mozgalmárrá vált. Az akkori politikai diktatúra miatt Gilberto Gil és Caetano Veloso száműzetésbe vonult Londonba.
Gal Costa radikális koncerteken vett részt. 1969-ben letartóztatták és száműzték az Egyesült Királyságba.

## Lemezek

### Stúdióalbumok
- 1965: Maria da Graça (EP)
- 1967: Domingo (Caetano Velosoval)
- 1969: Gal Costa
- 1969: Gal
- 1970: Legal
- 1973: Índia
- 1974: Cantar
- 1975: Gal Canta Caymmi
- 1977: Caras e Bocas
- 1978: Água Viva
- 1979: Gal Tropical
- 1980: Aquarela do Brasil
- 1981: Fantasia
- 1982: Minha Voz
- 1983: Baby Gal
- 1983: Trilha Sonora do Filme 'Gabriela'
- 1984: Profana
- 1985: Bem Bom
- 1987: Lua de Mel Como o Diabo Gosta
- 1990: Plural
- 1992: Gal
- 1994: O Sorriso do Gato de Alice
- 1995: Mina D'Água do Meu Canto
- 1998: Aquele Frevo Axé
- 2001: Gal de Tantos Amores
- 2002: Gal Bossa Tropical
- 2004: Todas as Coisas e Eu
- 2005: Hoje
- 2011: Recanto
- 2015: Estratosférica
- 2018: A Pele do Futuro

### Live
- 1971: -Fa-Tal- Gal a Todo Vapor
- 1976: Doces Bárbaros (with Caetano Veloso, Gilberto Gil, and Maria Bethânia)
- 1986: Jazzvisions: Rio Revisited (with Antonio Carlos Jobim)
- 1997: Acústico MTV
- 1999: Gal Costa Canta Tom Jobim Ao Vivo
- 2006: Gal Costa Live at the Blue Note
- 2006: Gal Costa Ao Vivo
- 2013: Recanto Ao Vivo